# Il gatto/Il pinguino
Il gatto/Il pinguino è un singolo della cantante italiana Marisa Sannia.

## Descrizione
Entrambi i brani sono brani per bambini.
Il brano Il gatto è cantato con The Plagues.

## Tracce
1. Il gatto con The Plagues (Di Luis Enriquez, Sergio Bardotti, e Vinicius De Moraes)
2. Il pinguino (Di Paulo Soledade, Sergio Bardotti e Vinicius De Moraes)